# Sidney Arodin
Sidney Arodin (* 29. März 1901 in Westwego, Louisiana als Sidney Arnondrin; † 6. Februar 1948 in New Orleans) war ein US-amerikanischer Jazz-Klarinettist und Komponist des Oldtime Jazz und des Swing.
Sidney Arodin begann mit 15 Jahren Klarinette zu spielen und beteiligte sich 1929 mit den Jones & Collins Astoria Hot Eight an den ersten in New Orleans von weißen und afroamerikanischen Musikern eingespielten Schallplatten. Er gilt als Komponist des Jazz-Standards „Lazy River“ (mit Hoagy Carmichael), obwohl er den Song nie selbst aufgenommen hat. Er begann seine Karriere auf den Mississippi-Flussdampfern, ging dann nach New York City und spielte dort mit Johnny Steins New Orleans Jazz Band und von 1922 bis 1925 mit Jimmy Durante. Später kehrte er wieder in den Süden der USA zurück, wo er u. a. mit Wingy Manone und Sharkey Bonano arbeitete. In den 1930er Jahren war er Mitglied der Band von Louis Prima und einer Revival-Version der New Orleans Rhythm Kings.